# Sabanejewia romanica
Sabanejewia romanica е вид лъчеперка от семейство Cobitidae. Видът е почти застрашен от изчезване.

## Разпространение
Разпространен е в Румъния.